# 呂向
呂 向（りょ きょう、生没年不詳）は、唐の文人。字は子回。涇州の人。

## 経歴
呂岌の子として生まれた。幼くして母を失い、父は消息が知れなかったため、招魂して合葬した。外祖母に預けられて陸渾山に隠れ住んだ。草書と隷書を得意とし、一筆で百字を環写することができたため、「連錦書」と称された。学問に志し、薬を売って生計を立てながら、市場で読書した。
開元10年（722年）、召されて翰林に入り、集賢院校理を兼ね、皇太子や諸王に侍して文章の講義をつとめた。ときに玄宗は、「花鳥使」と称する使者に、毎年天下の美女を集めて後宮に入らせていた。呂向は「美人賦」を上奏してこのことを批判すると、玄宗は呂向を賞賛して左拾遺に抜擢した。玄宗がたびたび渭川で狩猟を催していたため、呂向はまた詩を献上して諫め、左補闕に進められた。玄宗が自ら文章を作り、西嶽の石に刻ませるにあたって、呂向を鐫勒使に任じた。
呂向が起居舎人として玄宗の東巡に従うと、玄宗は来朝していた異民族の首長たちを封禅の儀式に陪席させ、弓矢を賜って禽獣を射させようとした。呂向がこのことを諫めると、玄宗は聞き入れた。長らくして、主客郎中に転じ、皇太子に仕えた。
呂向は呂延済・劉良・張銑・李周翰らとともに『文選』の注釈をおこない、五臣注と称された。
後に父の呂岌がまだ生存していると聞いて、連年探索したが、会うことができなかった。ある日、呂向が朝廷から帰ると、道ばたに老人を見かけ、問いただしてみると父であった。馬から下りて父の足を抱えて慟哭したため、道行く人も涙した。玄宗はこのことを聞くと、呂岌に朝散大夫の官を与えた。呂岌が死去すると、東平郡太守の位を贈られた。呂向は父の服喪を終えると、中書舎人となった。工部侍郎に転じて、死去した。華陰郡太守の位を追贈された。

## 伝記資料
- 『新唐書』巻202 列伝第127 文芸中